# Sphaenorhynchus
Genre
Synonymes
- Dryomelictes Fitzinger, 1843
- Hylopsis Werner, 1894
- Sphoenohyla Lutz & Lutz, 1938

Sphaenorhynchus est un genre d'amphibiens de la famille des Hylidae.

## Répartition
Les quinze espèces de ce genre se rencontrent dans les bassins de l'Amazone et de l'Orénoque ainsi que sur l'île de la Trinité.

## Liste des espèces
Selon Amphibian Species of the World (9 juin 2017) :
- Sphaenorhynchus botocudo Caramaschi, Almeida, & Gasparini, 2009
- Sphaenorhynchus bromelicola Bokermann, 1966
- Sphaenorhynchus cammaeus Roberto, Araujo-Vieira, Carvalho-e-Silva, & Ávila, 2017
- Sphaenorhynchus canga Araujo-Vieira, Lacerda, Pezzuti, Leite, Assis, & Cruz, 2015
- Sphaenorhynchus caramaschii Toledo, Garcia, Lingnau, & Haddad, 2007
- Sphaenorhynchus carneus (Cope, 1868)
- Sphaenorhynchus dorisae (Goin, 1957)
- Sphaenorhynchus lacteus (Daudin, 1800)
- Sphaenorhynchus mirim Caramaschi, Almeida, & Gasparini, 2009
- Sphaenorhynchus orophilus (Lutz & Lutz, 1938)
- Sphaenorhynchus palustris Bokermann, 1966
- Sphaenorhynchus pauloalvini Bokermann, 1973
- Sphaenorhynchus planicola (Lutz & Lutz, 1938)
- Sphaenorhynchus platycephalus (Werner, 1894)
- Sphaenorhynchus prasinus Bokermann, 1973
- Sphaenorhynchus surdus (Cochran, 1953)

## Publication originale
- Tschudi, 1838 : Classification der Batrachier, mit Berucksichtigung der fossilen Thiere dieser Abtheilung der Reptilien, p. 1-99 (texte intégral).